# Quan Chi
Quan Chi là một nhân vật hư cấu trong sê-ri game bạo lực Mortal Kombat của hãng Midway Games. Quan Chi xuất hiện lần đầu năm 1996, trong phần Mortal Kombat: Defenders of the Realm với tư cách là một nhân vật phụ và chính thức ra mắt trong phần Mortal Kombat Mythologies: Sub-Zero và Mortal Kombat 4 (1997). Sau một thời gian, Quan Chi dần trở thành một trong những vai phản diện chính của game.
Quan Chi vốn là một pháp sư và thầy cúng từ vùng Netherealm. Hắn được miêu tả là một ác nhân sẵn sàng hợp tác với bất cứ ai để đạt được mục đích của mình. Chính vì tính cách thâm độc, Quan Chi gây thù oán với một số nhân vật khác như Sub-Zero hay Scorpion. Trong phần Mortal Kombat: Deadly Alliance, hắn và Shang Tsung từng âm mưu thôn tính Earthrealm (Trái Đất) và Outworld.
Xuất thân là một quỷ Oni dưới NetherRealm, Quan Chi đã tự đổi đời cho mình bằng cách nghiên cứu bùa phép phù thủy. Sau này, hắn có được quyền năng di chuyển tự do giữa các thế giới mà không bị các Cổ Thần (Elder God) phát hiện. Nhờ đó mà hắn đã học được rất nhiều kiến thức và ngày một mạnh lên.
Quan Chi không chỉ sở hữu một đầu óc xảo quyệt mà còn biết phải dùng vũ lực vào lúc nào là cần thiết. Hắn bất chấp thủ đoạn để có được sức mạnh và quyền lực. Một lần diện kiến ác thần Shinnok đang bị cầm tù dưới NetherRealm, Quan Chi nguyện giúp ông ta tìm kiếm miếng bùa giúp ông ta khôi phục sức mạnh và trở thành người thống trị NetherRealm. Đổi lại, Quan Chi sẽ nhận được một nguồn sức mạnh cực lớn.
Để thực hiện mưu đồ này, Quan Chi đã tạo ra một cái bẫy để hai phái sát thủ Lin Kuei và Shirai Ryu tàn sát lẫn nhau. Người chiến thắng sẽ giúp hắn lấy được mảnh bùa của Shinnok. Ngay khi có được món bảo vật quyền năng này, Quan Chi lập tức giữ nó làm của riêng mình và đưa cho Shinnok một mảnh bùa giả.
Thế nhưng, mối thù mà hắn đã gây với hai phái Lin Kuei và Shirai Ryu đã khiến cho Quan Chi bị Scorpion săn đuổi tới cùng trời cuối đất dưới NetherRealm. Trong một lần chạy trốn bằng cổng không gian, Quan Chi đã tình cờ tìm đến được lăng mộ của vua rồng Onaga và những kiến thức cùng đội quân bất tử tại nơi đây sẽ giúp hắn trở thành bất khả chiến bại. Vì thế, hắn tìm đến kẻ có thể giúp mình là Shang Tsung.
Ở phiên bản Armageddon, Quan Chi cho biết rằng hắn đã kịp mở một cổng không gian để tẩu thoát và không bị ảnh hưởng bởi vụ nổ do Raiden gây ra. Với mảnh bùa thật sự của Shinnok trong tay, gã phù thủy này tiếp tục theo đuổi con đường đưa hắn đến với quyền lực tối thượng.
Đọc Thêm: Quan Chi và Shang Tsung là hai nhân vật sảo quệt nhất game mà không nhân vật nào có được